# Guerchais-Henriot T-2
Il Guerchais-Henriot T-2 fu un aereo da turismo passeggeri monomotore monoplano realizzato nella seconda metà degli anni venti del XX secolo e rimasto allo stadio di prototipo.

## Storia del progetto
Dopo aver collaborato con Lucien Coupet alla progettazione di un aliante, presentato al Primo concorso d'aviazione senza motore di Combergrasse, l'ingegnere Louis Guerchais progettò e costruì il prototipo del T-2, che era alimentato da un motore radiale Anzani dotato di un carburatore brevettato da Louis Henriot per utilizzare esclusivamente lo speciale carburante Ferrié.

## Descrizione tecnica
La sua configurazione alare verteva su una ala alta, rastremata verso le punte quadrate e costruita attorno a cinque longheroni sottili, controventati e rivestiti di compensato. Gli alettoni a corda stretta a metà campata occupavano più della metà dei bordi d'uscita. Il progressivo assottigliamento dell'ala verso l'esterno dal basso forniva un leggero diedro. Il profilo alare era il Guerchais 369B.
La fusoliera era costruita in legno, con sei longheroni in abete e superficie in compensato. 
Il motore radiale Anzani a 6 cilindri scoperti, raffreddati ad aria, erogante la potenza di 67 CV (50 kW) ed azionante un'elica bipala. Il tempo di salita in quota di 2.000 m era pari a 23 minuti e 15 secondi. I supporti del propulsore erano posizionati in una calotta in alluminio con una parete tagliafuoco dietro la quale si trovava il serbatoio dell'olio da 12 litri. Due serbatoi di carburante, con una capacità totale di 80 litri, erano posizionati nell'ala. La cabina di pilotaggio, chiusa, dotata di ampie finestrature, era posta sotto l'ala, e conteneva due seggiolini, uno per il pilota e uno per il suo passeggero/copilota. Il velivolo era dotato di doppi comandi. Vi erano porte di accesso su entrambi i lati della cabina. La velocità di atterraggio era pari a 60 km/h.
Dietro la cabina e il bordo d'uscita dell'ala, la fusoliera superiore scendeva dolcemente verso la coda. Gli stabilizzatori a corda quasi costante che arrivava fino alla chiglia.
Il suo piano orizzontale rastremato e arrotondato era montato alla base della pinna e trasportava equilibratori separati da un ritaglio che consentiva il movimento del timone. Tutte le superfici della coda avevano strutture in legno e le superfici di controllo erano sbilanciate.
Il carrello di atterraggio era triciclo, posteriore, fisso con una carreggiata di circa 2 m. Le ruote principali, del diametro di 70 cm, erano collegate alla parte inferiore della fusoliera con due montanti a V in legno e con due falsi assi in tubo d'acciaio racchiusi in carenature aerodinamiche in legno. Le estremità degli assi esterni si muovevano in fessure alle estremità dei montanti a V in legno dai longheroni inferiori della fusoliera, trattenuti da ammortizzatori a corda di gomma. Il pattino di coda articolato era in legno, ferrato in acciaio, dotato di ammortizzatore in gomma unito alla fusoliera.

## Impiego operativo
Il prototipo del T-2 era stato registrato come concorrente nel Concours d'Avions légers de l'Association Française Aérienne, programmato per metà settembre 1928, prima che fosse effettuato il suo primo volo. Sfortunatamente, questo fu ritardato da problemi con la certificazione del carburatore Henriot. Di conseguenza, l'aereo aveva lasciato la fabbrica solo pochi giorni prima dell'inizio della competizione e il pilota Pierre Lemerre aveva registrato solo 95 minuti di volo, quindi non era completamente sviluppato. Inoltre era dotato di un'elica non abbinata al motore, che richiedeva di funzionare a giri al minuto e potenza ridotti. Sebbene il T-2 si fosse classificato sesto su nove partecipanti, attirò l'interesse come secondo classificato francese in una competizione dominata da progetti tedeschi e inglesi e come aereo da turismo dotato di cabina confortevole, poco potente e aerodinamicamente pulito.
Nel novembre 1928 si trovava a Villacoublay, per effettuare i test ufficiali presso la Section Technique de l'Aéronautique (STAé) in vista del rilascio del Certificato di Aeronavigabilità che gli fu concesso nel marzo 1929. Nel luglio 1929 partecipò al rally dell'Alvernia.
Nell'estate del 1929 Guerchais condivise il primo premio al Challenge International de Tourisme con il Guerchais 5, che era simile al T-2 ma aveva tre posti e un motore radiale a sette cilindri Salmson 7AC da 95 CV (71 kW).